# Jojkan
Jojkan ou Tchotchkan (en arménien Ճոճկան) est une communauté rurale du marz de Lorri en Arménie. En 2008, elle compte 2 115 habitants. C'est le village d'origine de l'écrivain Hovik Vardoumian.